# Seo Yea-ji
Seo Ye-ji (sinh ngày 6 tháng 4 năm 1990), là một nữ diễn viên người Hàn Quốc. Cô bắt đầu sự nghiệp diễn xuất của mình trong sitcom Potato Star 2013QR3 (2013-2014) cùng một số vai diễn phụ trong các bộ phim truyền hình dài tập Người Gác Đêm (2014) và phim kinh dị Phi Vụ Cuối Cùng (2015). Sau này, cô nổi tiếng khi đóng vai chính trong loạt phim tuổi teen giả tưởng Trường Học Moorim (2016) và có sự đột phá diễn xuất trong phim kinh dị tâm lý Lời Cầu Cứu (2017), Luật sư vô pháp (2018) và hài - lãng mạn Điên thì có sao (2020), bộ phim với đề tài trả thù Eve - Thiên Nga Bóng Đêm (2022).

## Tiểu sử
Seo Yea-ji đã học tại trường trung học Youngwon và trường trung học Youngshin và sau đó cô đã từng sống và du học tiếng Tây Ban Nha tại Madrid với khoảng thời gian là 3 năm rưỡi, lý do là khi Seo Yea-ji chuẩn bị đăng ký trường đại học sau khi đã làm bài kiểm tra học lực vào đại học (College Scholastic Ability Test, gọi tắt là Suneung (수능)), cô bị cuốn hút bởi cách phát âm của tiếng Tây Ban Nha, cảm thấy cách phát âm của họ phù hợp với tông giọng trầm của mình nên Yea-ji đã xin bố mẹ du học.  
Trong một lần về nước, cô đã được CEO của công ty quản lý Made in Chan Entertainment bắt gặp và sau nhiều lần thuyết phục, Seo Yea-ji đã quyết định thử với diễn xuất. Cùng thời điểm đó, cô cũng nhận được thông báo trúng tuyển nhập học ngành báo chí của trường đại học Complutense Madrid ở Madrid, Tây Ban Nha, nhưng vì đã bắt đầu sự nghiệp diễn xuất tại Hàn nên Seo Yea-ji đã không nhập học đại học.  
Vào năm 2013, cô lần đầu tiên xuất hiện trước công chúng trong một quảng cáo cho SK Telecom và ra mắt với tư cách là một nữ diễn viên trong sitcom Potato Star 2013QR3 (Ngôi Sao Khoai Tây).
Seo Yea-ji vô cùng yêu thương thú cưng và đã từng muốn trở thành bác sĩ thú y sau khi chú chó của gia đình mình bị ốm. Cô có nuôi 2 chú chó, giống Corgi và Pug tên lần lượt là Manny và Ssulti (đã mất), và 1 chú mèo tên là Coco. 
Ngoài tiếng Hàn, Seo Yea-ji còn có thể nói tiếng Anh, tiếng Tây Ban Nha và một chút tiếng Trung.
Seo Yea-ji có chứng chỉ Bóng Bay Nghệ Thuật, chứng chỉ Gấp Giấy Nghệ Thuật và chứng chỉ Giáo Dục Giới Tính. 
Seo Yeaji hiện tại không sử dụng bất kì mạng xã hội nào, cô đã từng sử dụng Instagram, nhưng vào năm 2020 cô đã xoá nó.
Năm 2018, Seo Yea-ji đã vinh dự được bổ nhiệm làm cảnh sát danh dự. Phía cơ quan cảnh sát cho biết họ quyết định bổ nhiệm Seo Yeaji làm cảnh sát danh dự vì ấn tượng sâu sắc mà cô để lại cho người xem trong vai trò một luật sư chính nghĩa trong “Lawless Lawyer” (Luật Sư Vô Pháp). Sự kiện này được diễn ra tại Khu vườn văn hóa của Cơ quan cảnh sát quốc gia với sự có mặt của 30 đạo diễn, các nhà sản xuất lớn, biên kịch từng viết và làm phim về đề tài cảnh sát.
Vào tháng 1 năm 2020, Seo Yea-ji đã ký kết hợp đồng với Gold Medalist cùng với các diễn viên Kim Soo-hyun và Kim Sae-ron.
Giữa lúc đang diễn ra tranh cãi của nam diễn viên Kim Jung-huyn và công ty quản lý của anh, O&E Entertainment, vào tháng 4 năm 2021, Seo Yea-ji bị buộc tội là nguyên nhân đằng sau hành vi của Kim Jung-hyun tại cuộc họp báo phim The Time năm 2018 và bị buộc là nguyên nhân của việc anh ấy rời khỏi bộ phim. Vào ngày 12 tháng 4, tờ báo lá cải địa phương của Hàn Quốc Dispatch đã tiết lộ những tin nhắn được cho là giữa Kim Jung-hyun và Seo Yea-ji, theo bản tin nhắn của Dispatch tiết lộ, nữ diễn viên yêu cầu nam diễn viên Kim không tiếp xúc thân thể với các diễn viên nữ trong bộ phim truyền hình The Time. Cô còn bị cáo buộc rằng đã yêu cầu nam diễn viên xóa những cảnh lãng mạn khỏi kịch bản. Quá trình sản xuất của bộ phim The Time đang trong giai đoạn giữa chừng, nam diễn viên đã rút khỏi phim với lý do sức khoẻ.
Đáp lại, phía công ty quản lý của Seo Yea-ji, Gold Medalist, vào ngày 13 tháng 4 đưa ra tuyên bố thừa nhận cô và nam diễn viên Kim Jung-huyn đã từng hẹn hò vào năm 2018. Tuy nhiên phía công ty tuyên bố phủ nhận việc cô là lý do đằng sau hành vi của nam diễn viên và việc đột ngột rời khỏi bộ phim. Công ty lập luận rằng "thật vô lý khi cho rằng một nam diễn viên chính sẽ đưa ra một quyết định gây nguy hiểm cho sự nghiệp của anh ấy mà không có ý chí tự do quyết định", đồng thời họ cũng đã xác nhận đối chất rõ ràng sự việc với nam diễn viên Kim Jung-hyun. Công ty Gold Medalist nói thêm rằng các tin nhắn trao đổi giữa hai người họ đã được tiết lộ trước đó là "sai lệch", "không đầy đủ", nội dung tin nhắn ban đầu là phía nam diễn viên Kim Jung-hyun yêu cầu Seo Yea-ji không được quay cảnh hôn, vì lúc này nữ diễn viên đang tham gia một bộ phim truyền hình khác (Luật pháp vô danh cùng với nam diễn viên Lee Joon-gi). Vì vậy Seo Yea-ji cũng đã phản hồi lại rằng nam diễn viên cũng không nên có skinship với người khác, cuộc trò chuyện chỉ đơn thuần là "những cuộc cải vả ghen tuông giữa những người yêu với nhau" vào năm 2018. 
Giữa những cáo buộc trên, Seo Yea-ji đã rút khỏi quá trình sản xuất bộ phim truyền hình Island, không xuất hiện trong sự kiện truyền thông quảng bá phim điện ảnh Recalled lẫn thảm đỏ buổi lễ trao giải.
Vào ngày 12 tháng 5 năm 2021, Kim Jung-hyun thông báo rằng anh đã chính thức kết thúc hợp đồng với công ty quản lý O&E Entertainment, nam diễn viên cáo buộc rằng chính công ty cũ đã ép buộc anh ấy tham gia họp báo phim The Time năm 2018 bất chấp vấn đề sức khỏe của nam diễn viên lúc bấy giờ. Kim Jung-huyn nói thêm anh sẽ theo đuổi hành động pháp lý đối với công ty cũ vì đã đưa ra những tuyên bố sai trái chống lại anh kể từ sự kiện đó và nhắc lại các vấn đề sức khỏe của mình cùng với sự ngược đãi của công ty cũ. Ngoài ra, nam diễn viên Kim Jung Hyun và cả phía luật sư của anh cũng đã khẳng định rằng nguyên nhân của thái độ, hành động và tranh cãi của anh ấy liên quan đến bộ phim The Time  đều không phải do Seo Yea-ji tác động hay gây nên. 

### Đài truyền hình quốc gia Hàn QuốcKBSlên tiếng xin lỗi vì đã đưa những thông tin sai lệch gây tranh cãi.
Cụ thể, đài KBS, trong chương trình Entertainment Weekly số phát sóng vào tuần thứ 2 của tháng 4, đã bị báo cáo rằng nội dung của chương trình nhắm vào nữ diễn viên Seo Yea-ji. Nội dung chương trình đã đề cập về scandal tranh cãi giữa Kim Jung Hyun và công ty quản lý cũ O&E Entertainment. Nhưng thay vì tập trung vào những vấn đề trọng tâm của nam diễn viên và công ty quản lý cũ, những khách mời tham gia chương trình đã liên tục nhắc, cáo buộc Seo Yea-ji, đồng thời nhà đài cũng bất chấp lan truyền những thông tin trong khi chưa có bất kì thông tin nào được xác thực. 
Hành động này của KBS được cho là đã đổ lỗi, đẩy mọi trách nhiệm cho một bên khác không liên quan, đặc biệt còn là phụ nữ. Cách tiếp cận thông tin, vấn đề của nhà đài không cẩn thận, truyền thông sai hướng đã khiến nữ diễn viên bị coi là nguyên nhân chính của toàn bộ sự việc, những vấn đề cô không trực tiếp liên quan, điều này đã làm ảnh hưởng đến hình ảnh của nữ diễn viên.
Sự việc trên đã khiến công chúng phẫn nộ và gây tranh cãi, vào ngày 29 tháng 5 năm 2021, đài KBS đưa ra lời xin lỗi.
Ngày 27 tháng 2 năm 2022, Seo Yea-ji đã đưa ra lời xin lỗi về những sự việc qua.

## Danh sách phim

### Phim điện ảnh
| Năm  | Tên phim                                      | Vai trò                    | Nguồn         |
| ---- | --------------------------------------------- | -------------------------- | ------------- |
| 2013 | Love                                          | Min-joo                    | [ 7 ]         |
| 2015 | The Throne                                    | Trinh Thuần Vương hậu      | [ 8 ]         |
| 2015 | Circle of Atonement                           | Kang Yoo-shin              | [ 9 ]         |
| 2015 | Seondal: The Man Who Sells the River          | Gyu-young                  | [ 10 ]        |
| 2017 | Another Way                                   | Jung-won                   | [ 11 ]        |
| 2017 | The Bros                                      | Sa-ra (Khách mời đặc biệt) | [ 12 ]        |
| 2018 | Meet the Memories - First Love (Stay with me) | Yeon-soo                   | [ 13 ]        |
| 2019 | Warning: Do Not Play                          | Mi-jung                    | [ 14 ]        |
| 2019 | Quantum Physics                               | Seong Eun-yeong            | [ 15 ] [ 16 ] |
| 2021 | Recalled (Tomorrow's Memory)                  | Soo-jin                    |               |

### Phim truyền hình
| Năm  | Tên phim                                  | Vai trò                       | Kênh | Nguồn  |
| ---- | ----------------------------------------- | ----------------------------- | ---- | ------ |
| 2013 | Potato Star 2013QR3                       | Noh Soo-young                 | tvN  | [ 17 ] |
| 2014 | Diary of a Night Watchman                 | Park Soo-ryeon                | MBC  | [ 18 ] |
| 2014 | Drama Special "The Three Female Runaways" | Soo-ji                        | KBS2 | [ 19 ] |
| 2014 | Drama Festival "Gabon"                    | Kyung Hee                     | MBC  |        |
| 2015 | Super Daddy Yeol                          | Hwang Ji-hye                  | tvN  | [ 20 ] |
| 2015 | Last                                      | Shin Na-ra                    | jTBC | [ 21 ] |
| 2016 | Moorim School: Saga of the Brave          | Shim Soon-duk                 | KBS2 | [ 22 ] |
| 2016 | Another Oh Hae-young                      | Oh Seo-hee (Khách mời tập 15) | tvN  | [ 23 ] |
| 2016 | Hwarang: The Poet Warrior Youth           | Công chúa Sook-myung          | KBS2 | [ 24 ] |
| 2017 | Save Me                                   | Im Sang-mi                    | OCN  | [ 25 ] |
| 2018 | Lawless Lawyer                            | Ha Jae-yi                     | tvN  | [ 26 ] |
| 2020 | Điên thì có sao                           | Ko Moon-young                 | tvN  |        |
| 2022 | Eve                                       | Lee Ra-el                     | tvN  |        |

## Danh sách đĩa nhạc

### Video âm nhạc
| Năm  | Tên bài hát              | Ca sĩ    | Nguồn  |
| ---- | ------------------------ | -------- | ------ |
| 2015 | "Let's Not Fall in Love" | Big Bang | [ 27 ] |

## Chương trình truyền hình

### Chương trình thực tế
| Năm  | Tên chương trình    | Ghi chú            |
| ---- | ------------------- | ------------------ |
| 2015 | Running man         | Khách mời, tập 244 |
| 2015 | World Changing Quiz | MC                 |
| 2017 | Knowing Bros        | Khách mời, tập 65  |

## Giải thưởng và đề cử
| Năm  | Giải thưởng                   | Hạng mục                                       | Đề cử                                   | Kết quả   | Nguồn         |
| ---- | ----------------------------- | ---------------------------------------------- | --------------------------------------- | --------- | ------------- |
| 2014 | 33rd MBC Drama Awards         | Nữ diễn viên mới xuất sắc nhất                 | Diary of a Night Watchman               | Đề cử     | [ 28 ]        |
| 2019 | 14th Annual Soompi Awards     | Actress of the Year                            | Lawless Lawyer                          | Đề cử     | [ 29 ]        |
| 2020 | 29th Buil Film Awards         | Popular Star Award                             | By Quantum Physics: A Nightlife Venture | Đoạt giải | [ 30 ]        |
| 2020 | 18th Brand of the Year Awards | Actress of the Year                            | It's Okay to Not Be Okay                | Đoạt giải | [ 31 ]        |
| 2020 | 5th Asia Artist Awards        | Best Artist Award                              | It's Okay to Not Be Okay                | Đoạt giải | [ 32 ] [ 33 ] |
| 2020 | 5th Asia Artist Awards        | AAA Hot Issue Award                            | It's Okay to Not Be Okay                | Đoạt giải | [ 34 ]        |
| 2020 | 2020 APAN Star Award          | Popular Star Award, Actress                    | It's Okay to Not Be Okay                | Đoạt giải |               |
| 2020 | 2020 APAN Star Award          | Excellence Acting Award in Miniseries, Actress | It's Okay to Not Be Okay                | Đoạt giải |               |
| 2020 | 2020 The 2nd Hallyu Awards    | Best Actress                                   | It's Okay to Not Be Okay                | Đoạt giải |               |
| 2021 | 2021 Baeksang Arts Award      | Tiktok Popularity Award (Female)               | It's Okay to Not Be Okay                | Đoạt giải |               |
| 2021 | 2021 Baeksang Arts Award      | Best Actress                                   | It's Okay to Not Be Okay                | Đề cử     |               |